# Relatório Belmont
O Relatório Belmont é um relatório criado pela Comissão Nacional para a Proteção de Sujeitos Humanos de Pesquisa Biomédica e Comportamental dos Estados Unidos. Seu título completo é Relatório Belmont: Princípios Éticos e Diretrizes para a Proteção de Sujeitos Humanos de Pesquisa, Relatório da Comissão Nacional para a Proteção de Sujeitos Humanos de Pesquisa Biomédica e Comportamental.
O relatório foi emitido em 30 de setembro de 1978 e publicado no Federal Register em 18 de abril de 1979. O nome do relatório vem do Centro de Conferências de Belmont, onde o documento foi parcialmente redigido. O Belmont Conference Center, antes parte da Smithsonian Institution, fica em Elkridge, Maryland, 10 milhas ao sul de Baltimore, e até o final de 2010 era operado pelo Howard Community College.
O Relatório Belmont resume os princípios éticos e diretrizes para pesquisas envolvendo seres humanos. Três princípios básicos são identificados: respeito pelas pessoas, beneficência e justiça. Três áreas principais de aplicação também são indicadas. Elas são consentimento informado, avaliação de riscos e benefícios, e seleção de sujeitos.

## História
O Relatório Belmont foi escrito pela Comissão Nacional para a Proteção de Sujeitos Humanos de Pesquisa Biomédica e Comportamental. Impulsionado em parte por problemas decorrentes do Estudo de Sífilis de Tuskegee (1932-1972) e com base na Comissão Nacional para a Proteção de Sujeitos Humanos de Pesquisa Biomédica e Comportamental (1974-1978), o Departamento de Saúde, Educação e Bem-Estar (HEW) revisou e expandiu seus regulamentos para a proteção de seres humanos no final dos anos 1970 e início dos anos 1980. Em 1978, o relatório da Comissão Princípios Éticos e Diretrizes para a Proteção de Sujeitos Humanos em Pesquisa foi lançado, e foi publicado em 1979 no Federal Register. Foi chamado de Relatório Belmont, segundo o Centro de Conferências de Belmont, onde a Comissão Nacional se reuniu para redigir o relatório pela primeira vez. O Relatório Belmont é um dos principais trabalhos sobre ética e pesquisa em saúde. Ele permite a proteção dos participantes em ensaios clínicos e estudos de pesquisa.
Os três princípios éticos fundamentais para o uso de qualquer sujeito humano para pesquisa são:
1. Respeito pelas pessoas: proteger a autonomia de todas as pessoas e tratá-las com cortesia e respeito e permitir o consentimento informado. Os pesquisadores devem ser verdadeiros e não devem enganar os participantes;
2. Beneficência: a filosofia de "Não causar danos" ao mesmo tempo em que maximiza os benefícios para o projeto de pesquisa e minimiza os riscos para os sujeitos da pesquisa; e
3. Justiça: garantir que procedimentos razoáveis, não exploradores e bem considerados sejam administrados de maneira justa - a distribuição justa de custos e benefícios para os participantes em potencial da pesquisa - e com igualdade.

### Na psicologia
No campo da psicologia, o Relatório Belmont foi amplamente complementado, senão totalmente substituído, pelos Princípios Éticos e Código de Conduta da American Psychological Association (APA). As diretrizes da APA incluem os princípios básicos fornecidos no Relatório Belmont, mas também aprimoram e reforçam os princípios estabelecidos. Assim como o Relatório Belmont detalha os princípios de beneficência, respeito pelas pessoas e justiça, a APA os detalha ainda mais e expande as três diretrizes iniciais em cinco: (1) beneficência, (2) respeito pelas pessoas, (3) justiça, com a adição de (4) fidelidade e responsabilidade, bem como (5) integridade.